# Angola Avante
Angola Avante! (portugiesisch „Vorwärts Angola!“) ist die Nationalhymne der Republik Angola.

## Geschichte
Die Nationalhymne wurde 1975 nach der Unabhängigkeit von Portugal angenommen. Vor der Unabhängigkeit wurde das Lied Angola é nossa (portugiesisch „Angola gehört uns!“) von den europäischen Siedlern als inoffizielle Nationalhymne verwendet, nach Beginn der Unabhängigkeitsverhandlungen war es aber nicht mehr in Gebrauch. Der im Text erwähnte 4. Februar bezieht sich auf den 4. Februar 1961, an dem sich Angolaner gegen die Besatzungsmacht Portugal erhoben.

## Portugiesischer Originaltext
Ó Pátria, nunca mais esqueceremos
Os heróis do quatro de Fevereiro.
Ó Pátria, nós saudamos os teus filhos
Tombados pela nossa Independência.
|: Honramos o passado e a nossa História,
Construindo no Trabalho o Homem novo :|
CHORUS
|: Angola, avante!
Revolução, pelo Poder Popular!
Pátria Unida, Liberdade,
Um só povo, uma só Nação! :|
Levantemos nossas vozes libertadas
Para glória dos povos africanos.
Marchemos, combatentes angolanos,
Solidários com os povos oprimidos.
|: Orgulhosos lutaremos pela Paz
Com as forças progressistas do mundo. :|
CHORUS

## Deutsche Übersetzung
O Vaterland, niemals werden wir
die Helden des 4. Februar vergessen.
O Vaterland, wir grüßen deine Söhne,
die für unsere Unabhängigkeit fielen.
|: Wir ehren die Vergangenheit und unsere Geschichte,
indem wir durch unsere Arbeit den neuen Menschen schaffen. :|
Refrain
|: Vorwärts Angola!
Revolution durch die Macht des Volkes!
Einiges Vaterland, Freiheit,
Ein Volk, eine Nation! :|
Lasst uns unsere befreiten Stimmen erheben
zur Ehre der afrikanischen Völker.
Marschiert, angolanische Kämpfer,
in Solidarität mit den unterdrückten Völkern.
|: Stolz kämpfen wir für den Frieden
mit den fortschrittlichen Kräften der Welt. :|
Refrain